# Treštenica Donja
Treštenica Donja (en cyrillique : Трештеница Доња) est un village de Bosnie-Herzégovine. Il est situé dans la municipalité de Banovići, dans le canton de Tuzla et dans la fédération de Bosnie-et-Herzégovine. Selon les premiers résultats du recensement bosnien de 2013, il compte 808 habitants. 

## Démographie

### Évolution historique de la population
| 1948 | 1953 | 1961 | 1971 | 1981 | 1991 | 2013 |
| ---- | ---- | ---- | ---- | ---- | ---- | ---- |
| -    | -    | 649  | 799  | 842  | 905  | 808  |

|  |

### Communauté locale
En 1991, Treštenica Donja faisait partie de la communauté locale de Treštenica qui comptait 1 393 habitants, répartis de la manière suivante :